# اوستوییچوو
اوستوییچوو (به صربی: Ostojićevo) یک منطقهٔ مسکونی در صربستان است که در Čoka Municipality واقع شده‌است. اوستوییچوو ۲٬۸۴۴ نفر جمعیت دارد و ۸۸ متر بالاتر از سطح دریا واقع شده‌است.